# Línea 11 (Urbanos de Alcalá de Henares)
La línea 11 de la red de autobuses urbanos de Alcalá de Henares une La Garena con la estación de Alcalá-Universidad.

## Características
La línea fue creada en la década de los 2000, debido al crecimiento de la ciudad, uniendo el barrio de La Garena con la Puerta del Universo a través de la Glorieta del Chorrillo y la Vía Complutense.
En febrero de 2019 amplió su recorrido desde Puerta del Universo, y comenzó a dar servicio a los Centros Comerciales La Dehesa y Quadernillos.
El 16 de diciembre de 2021 se amplió su recorrido para dar servicio al centro de Makro situado en la calle Uceda de lunes a sábado y domingos hasta las 15:40 en sentido Estación de Alcalá-Univ.
La línea mantiene los mismos horarios todo el año (exceptuando las vísperas de festivo y festivos de Navidad).
La línea circula exclusivamente por el término municipal de Alcalá de Henares. Como bien se expresa en la numeración interna del CRTM, recibe el número 11005. El primer dígito corresponde a la línea, en este caso la línea 11. Y los últimos tres dígitos corresponden al municipio por el que circula, en este caso 005 corresponde al municipio de Alcalá de Henares.
Está operada por la empresa AlcalaBus (Monbus) mediante la concesión administrativa URCM-005 - Urbano de Alcalá de Henares (Urbanos Comunidad de Madrid) del Consorcio Regional de Transportes de Madrid.

## Horarios
| Lunes a viernes laborables                        |                                 |                                 |                                 |                                 |                                 |                                 |                                 |                                 |                                 |                                 |                                 |                                 |                                 |                                 |                                 |                                 |                                 |                                 |                                 |                                 |                                 |                                 |                                 |                                 |                                 |                                 |                                 |                                 |                                 |                                 |                                 |                                 |                                 |                                 |                                 |                                 |                                 |                                 |                                 |                                 |                                 |                                 |                                 |                                 |                                 |
| La Garena > FF.CC. Alcalá-Univ.                   | La Garena > FF.CC. Alcalá-Univ. | La Garena > FF.CC. Alcalá-Univ. | La Garena > FF.CC. Alcalá-Univ. | La Garena > FF.CC. Alcalá-Univ. | La Garena > FF.CC. Alcalá-Univ. | La Garena > FF.CC. Alcalá-Univ. | La Garena > FF.CC. Alcalá-Univ. | La Garena > FF.CC. Alcalá-Univ. | La Garena > FF.CC. Alcalá-Univ. | La Garena > FF.CC. Alcalá-Univ. | La Garena > FF.CC. Alcalá-Univ. | La Garena > FF.CC. Alcalá-Univ. | La Garena > FF.CC. Alcalá-Univ. | La Garena > FF.CC. Alcalá-Univ. | La Garena > FF.CC. Alcalá-Univ. | La Garena > FF.CC. Alcalá-Univ. | La Garena > FF.CC. Alcalá-Univ. | La Garena > FF.CC. Alcalá-Univ. | La Garena > FF.CC. Alcalá-Univ. | La Garena > FF.CC. Alcalá-Univ. | La Garena > FF.CC. Alcalá-Univ. | La Garena > FF.CC. Alcalá-Univ. | FF.CC. Alcalá-Univ. > La Garena | FF.CC. Alcalá-Univ. > La Garena | FF.CC. Alcalá-Univ. > La Garena | FF.CC. Alcalá-Univ. > La Garena | FF.CC. Alcalá-Univ. > La Garena | FF.CC. Alcalá-Univ. > La Garena | FF.CC. Alcalá-Univ. > La Garena | FF.CC. Alcalá-Univ. > La Garena | FF.CC. Alcalá-Univ. > La Garena | FF.CC. Alcalá-Univ. > La Garena | FF.CC. Alcalá-Univ. > La Garena | FF.CC. Alcalá-Univ. > La Garena | FF.CC. Alcalá-Univ. > La Garena | FF.CC. Alcalá-Univ. > La Garena | FF.CC. Alcalá-Univ. > La Garena | FF.CC. Alcalá-Univ. > La Garena | FF.CC. Alcalá-Univ. > La Garena | FF.CC. Alcalá-Univ. > La Garena | FF.CC. Alcalá-Univ. > La Garena | FF.CC. Alcalá-Univ. > La Garena | FF.CC. Alcalá-Univ. > La Garena | FF.CC. Alcalá-Univ. > La Garena | FF.CC. Alcalá-Univ. > La Garena |
| 06                                                | 07                              | 08                              | 09                              | 10                              | 11                              | 12                              | 13                              | 14                              | 15                              | 16                              | 17                              | 18                              | 19                              | 20                              | 21                              | 22                              | 23                              | 00                              |                                 |                                 |                                 |                                 | 06                              | 07                              | 08                              | 09                              | 10                              | 11                              | 12                              | 13                              | 14                              | 15                              | 16                              | 17                              | 18                              | 19                              | 20                              | 21                              | 22                              | 23                              | 00                              |                                 |                                 |                                 |                                 |
| 20 50                                             | 18 43                           | 08 33 58                        | 23 48                           | 13 38                           | 03 28 53                        | 18 43                           | 08 33 58                        | 23 48                           | 13 38                           | 03 28 53                        | 18 43                           | 08 33 58                        | 23 48                           | 13 38                           | 03 28 53                        | 18 43                           | 08 33                           | 00                              | 20 45                           | 10 35                           | 00 25 50                        | 15 40                           | 05 30 55                        | 20 45                           | 10 35                           | 00 25 50                        | 15 40                           | 05 30 55                        | 20 45                           | 10 35                           | 00 25 50                        | 15 40                           | 05 30 55                        | 20 45                           | 10 35                           | 00 20                           | 00                              |                                 |                                 |                                 |                                 |                                 |                                 |                                 |                                 |
| Noches de viernes, sábados y vísperas de festivos |                                 |                                 |                                 |                                 |                                 |                                 |                                 |                                 |                                 |                                 |                                 |                                 |                                 |                                 |                                 |                                 |                                 |                                 |                                 |                                 |                                 |                                 |                                 |                                 |                                 |                                 |                                 |                                 |                                 |                                 |                                 |                                 |                                 |                                 |                                 |                                 |                                 |                                 |                                 |                                 |                                 |                                 |                                 |                                 |                                 |
| La Garena > FF.CC. Alcalá-Univ.                   | La Garena > FF.CC. Alcalá-Univ. | La Garena > FF.CC. Alcalá-Univ. | La Garena > FF.CC. Alcalá-Univ. | La Garena > FF.CC. Alcalá-Univ. | La Garena > FF.CC. Alcalá-Univ. | La Garena > FF.CC. Alcalá-Univ. | La Garena > FF.CC. Alcalá-Univ. | La Garena > FF.CC. Alcalá-Univ. | La Garena > FF.CC. Alcalá-Univ. | La Garena > FF.CC. Alcalá-Univ. | La Garena > FF.CC. Alcalá-Univ. | La Garena > FF.CC. Alcalá-Univ. | La Garena > FF.CC. Alcalá-Univ. | La Garena > FF.CC. Alcalá-Univ. | La Garena > FF.CC. Alcalá-Univ. | La Garena > FF.CC. Alcalá-Univ. | La Garena > FF.CC. Alcalá-Univ. | La Garena > FF.CC. Alcalá-Univ. | La Garena > FF.CC. Alcalá-Univ. | La Garena > FF.CC. Alcalá-Univ. | La Garena > FF.CC. Alcalá-Univ. | La Garena > FF.CC. Alcalá-Univ. | FF.CC. Alcalá-Univ. > La Garena | FF.CC. Alcalá-Univ. > La Garena | FF.CC. Alcalá-Univ. > La Garena | FF.CC. Alcalá-Univ. > La Garena | FF.CC. Alcalá-Univ. > La Garena | FF.CC. Alcalá-Univ. > La Garena | FF.CC. Alcalá-Univ. > La Garena | FF.CC. Alcalá-Univ. > La Garena | FF.CC. Alcalá-Univ. > La Garena | FF.CC. Alcalá-Univ. > La Garena | FF.CC. Alcalá-Univ. > La Garena | FF.CC. Alcalá-Univ. > La Garena | FF.CC. Alcalá-Univ. > La Garena | FF.CC. Alcalá-Univ. > La Garena | FF.CC. Alcalá-Univ. > La Garena | FF.CC. Alcalá-Univ. > La Garena | FF.CC. Alcalá-Univ. > La Garena | FF.CC. Alcalá-Univ. > La Garena | FF.CC. Alcalá-Univ. > La Garena | FF.CC. Alcalá-Univ. > La Garena | FF.CC. Alcalá-Univ. > La Garena | FF.CC. Alcalá-Univ. > La Garena | FF.CC. Alcalá-Univ. > La Garena |
|                                                   |                                 |                                 |                                 |                                 |                                 |                                 |                                 |                                 |                                 |                                 |                                 |                                 |                                 |                                 |                                 |                                 |                                 | 00                              | 01                              | 02                              | 03                              | 04                              |                                 |                                 |                                 |                                 |                                 |                                 |                                 |                                 |                                 |                                 |                                 |                                 |                                 |                                 |                                 |                                 |                                 |                                 |                                 | 01                              | 02                              | 03                              | 04                              |
| 30                                                | 30                              | 30                              | 30                              | 45                              | 00                              | 00                              | 00                              | 00                              |                                 |                                 |                                 |                                 |                                 |                                 |                                 |                                 |                                 |                                 |                                 |                                 |                                 |                                 |                                 |                                 |                                 |                                 |                                 |                                 |                                 |                                 |                                 |                                 |                                 |                                 |                                 |                                 |                                 |                                 |                                 |                                 |                                 |                                 |                                 |                                 |                                 |
| Sin paso por la calle Uceda                       |                                 |                                 |                                 |                                 |                                 |                                 |                                 |                                 |                                 |                                 |                                 |                                 |                                 |                                 |                                 |                                 |                                 |                                 |                                 |                                 |                                 |                                 |                                 |                                 |                                 |                                 |                                 |                                 |                                 |                                 |                                 |                                 |                                 |                                 |                                 |                                 |                                 |                                 |                                 |                                 |                                 |                                 |                                 |                                 |                                 |
| Sábados laborables                                |                                 |                                 |                                 |                                 |                                 |                                 |                                 |                                 |                                 |                                 |                                 |                                 |                                 |                                 |                                 |                                 |                                 |                                 |                                 |                                 |                                 |                                 |                                 |                                 |                                 |                                 |                                 |                                 |                                 |                                 |                                 |                                 |                                 |                                 |                                 |                                 |                                 |                                 |                                 |                                 |                                 |                                 |                                 |                                 |                                 |
| La Garena > FF.CC. Alcalá-Univ.                   | La Garena > FF.CC. Alcalá-Univ. | La Garena > FF.CC. Alcalá-Univ. | La Garena > FF.CC. Alcalá-Univ. | La Garena > FF.CC. Alcalá-Univ. | La Garena > FF.CC. Alcalá-Univ. | La Garena > FF.CC. Alcalá-Univ. | La Garena > FF.CC. Alcalá-Univ. | La Garena > FF.CC. Alcalá-Univ. | La Garena > FF.CC. Alcalá-Univ. | La Garena > FF.CC. Alcalá-Univ. | La Garena > FF.CC. Alcalá-Univ. | La Garena > FF.CC. Alcalá-Univ. | La Garena > FF.CC. Alcalá-Univ. | La Garena > FF.CC. Alcalá-Univ. | La Garena > FF.CC. Alcalá-Univ. | La Garena > FF.CC. Alcalá-Univ. | La Garena > FF.CC. Alcalá-Univ. | La Garena > FF.CC. Alcalá-Univ. | La Garena > FF.CC. Alcalá-Univ. | La Garena > FF.CC. Alcalá-Univ. | La Garena > FF.CC. Alcalá-Univ. | La Garena > FF.CC. Alcalá-Univ. | FF.CC. Alcalá-Univ. > La Garena | FF.CC. Alcalá-Univ. > La Garena | FF.CC. Alcalá-Univ. > La Garena | FF.CC. Alcalá-Univ. > La Garena | FF.CC. Alcalá-Univ. > La Garena | FF.CC. Alcalá-Univ. > La Garena | FF.CC. Alcalá-Univ. > La Garena | FF.CC. Alcalá-Univ. > La Garena | FF.CC. Alcalá-Univ. > La Garena | FF.CC. Alcalá-Univ. > La Garena | FF.CC. Alcalá-Univ. > La Garena | FF.CC. Alcalá-Univ. > La Garena | FF.CC. Alcalá-Univ. > La Garena | FF.CC. Alcalá-Univ. > La Garena | FF.CC. Alcalá-Univ. > La Garena | FF.CC. Alcalá-Univ. > La Garena | FF.CC. Alcalá-Univ. > La Garena | FF.CC. Alcalá-Univ. > La Garena | FF.CC. Alcalá-Univ. > La Garena | FF.CC. Alcalá-Univ. > La Garena | FF.CC. Alcalá-Univ. > La Garena | FF.CC. Alcalá-Univ. > La Garena | FF.CC. Alcalá-Univ. > La Garena |
| 06                                                | 07                              | 08                              | 09                              | 10                              | 11                              | 12                              | 13                              | 14                              | 15                              | 16                              | 17                              | 18                              | 19                              | 20                              | 21                              | 22                              | 23                              | 00                              |                                 |                                 |                                 |                                 | 06                              | 07                              | 08                              | 09                              | 10                              | 11                              | 12                              | 13                              | 14                              | 15                              | 16                              | 17                              | 18                              | 19                              | 20                              | 21                              | 22                              | 23                              | 00                              |                                 |                                 |                                 |                                 |
| 30                                                | 05 40                           | 15 50                           | 25                              | 00 35                           | 10 45                           | 20 55                           | 30                              | 05 40                           | 15 50                           | 25                              | 00 35                           | 10 45                           | 20 55                           | 30                              | 05 40                           | 15 50                           | 25                              | 00                              | 30                              | 05 40                           | 15 50                           | 25                              | 00 35                           | 10 45                           | 20 55                           | 30                              | 05 40                           | 15 50                           | 25                              | 00 35                           | 10 45                           | 20 55                           | 30                              | 05 40                           | 15 50                           | 25                              | 00                              |                                 |                                 |                                 |                                 |                                 |                                 |                                 |                                 |
| Domingos y festivos                               |                                 |                                 |                                 |                                 |                                 |                                 |                                 |                                 |                                 |                                 |                                 |                                 |                                 |                                 |                                 |                                 |                                 |                                 |                                 |                                 |                                 |                                 |                                 |                                 |                                 |                                 |                                 |                                 |                                 |                                 |                                 |                                 |                                 |                                 |                                 |                                 |                                 |                                 |                                 |                                 |                                 |                                 |                                 |                                 |                                 |
| La Garena > FF.CC. Alcalá-Univ.                   | La Garena > FF.CC. Alcalá-Univ. | La Garena > FF.CC. Alcalá-Univ. | La Garena > FF.CC. Alcalá-Univ. | La Garena > FF.CC. Alcalá-Univ. | La Garena > FF.CC. Alcalá-Univ. | La Garena > FF.CC. Alcalá-Univ. | La Garena > FF.CC. Alcalá-Univ. | La Garena > FF.CC. Alcalá-Univ. | La Garena > FF.CC. Alcalá-Univ. | La Garena > FF.CC. Alcalá-Univ. | La Garena > FF.CC. Alcalá-Univ. | La Garena > FF.CC. Alcalá-Univ. | La Garena > FF.CC. Alcalá-Univ. | La Garena > FF.CC. Alcalá-Univ. | La Garena > FF.CC. Alcalá-Univ. | La Garena > FF.CC. Alcalá-Univ. | La Garena > FF.CC. Alcalá-Univ. | La Garena > FF.CC. Alcalá-Univ. | La Garena > FF.CC. Alcalá-Univ. | La Garena > FF.CC. Alcalá-Univ. | La Garena > FF.CC. Alcalá-Univ. | La Garena > FF.CC. Alcalá-Univ. | FF.CC. Alcalá-Univ. > La Garena | FF.CC. Alcalá-Univ. > La Garena | FF.CC. Alcalá-Univ. > La Garena | FF.CC. Alcalá-Univ. > La Garena | FF.CC. Alcalá-Univ. > La Garena | FF.CC. Alcalá-Univ. > La Garena | FF.CC. Alcalá-Univ. > La Garena | FF.CC. Alcalá-Univ. > La Garena | FF.CC. Alcalá-Univ. > La Garena | FF.CC. Alcalá-Univ. > La Garena | FF.CC. Alcalá-Univ. > La Garena | FF.CC. Alcalá-Univ. > La Garena | FF.CC. Alcalá-Univ. > La Garena | FF.CC. Alcalá-Univ. > La Garena | FF.CC. Alcalá-Univ. > La Garena | FF.CC. Alcalá-Univ. > La Garena | FF.CC. Alcalá-Univ. > La Garena | FF.CC. Alcalá-Univ. > La Garena | FF.CC. Alcalá-Univ. > La Garena | FF.CC. Alcalá-Univ. > La Garena | FF.CC. Alcalá-Univ. > La Garena | FF.CC. Alcalá-Univ. > La Garena | FF.CC. Alcalá-Univ. > La Garena |
| 06                                                | 07                              | 08                              | 09                              | 10                              | 11                              | 12                              | 13                              | 14                              | 15                              | 16                              | 17                              | 18                              | 19                              | 20                              | 21                              | 22                              | 23                              |                                 |                                 |                                 |                                 |                                 | 06                              | 07                              | 08                              | 09                              | 10                              | 11                              | 12                              | 13                              | 14                              | 15                              | 16                              | 17                              | 18                              | 19                              | 20                              | 21                              | 22                              | 23                              |                                 |                                 |                                 |                                 |                                 |
|                                                   | 30                              | 05 40                           | 15 50                           | 25                              | 00 35                           | 10 45                           | 20 55                           | 30                              | 05 40                           | 10 40                           | 10 40                           | 10 40                           | 10 40                           | 10 40                           | 10 40                           | 10 40                           | 10 40                           |                                 | 30                              | 05 40                           | 15 50                           | 25                              | 00 35                           | 10 45                           | 20 55                           | 30                              | 05 40                           | 10 40                           | 10 40                           | 10 40                           | 10 40                           | 10 40                           | 10 40                           | 10 40                           | 10 40                           |                                 |                                 |                                 |                                 |                                 |                                 |                                 |                                 |                                 |                                 |
| Desde las 15:40 deja de pasar por la calle Uceda. |                                 |                                 |                                 |                                 |                                 |                                 |                                 |                                 |                                 |                                 |                                 |                                 |                                 |                                 |                                 |                                 |                                 |                                 |                                 |                                 |                                 |                                 |                                 |                                 |                                 |                                 |                                 |                                 |                                 |                                 |                                 |                                 |                                 |                                 |                                 |                                 |                                 |                                 |                                 |                                 |                                 |                                 |                                 |                                 |                                 |

## Recorrido y paradas

### Sentido Estación Alcalá Universidad
| Código                                                          | Zona | Localidad         | Denominación                                                            | Ubicación                       | Líneas de la parada                              | Cercanías                     |
| --------------------------------------------------------------- | ---- | ----------------- | ----------------------------------------------------------------------- | ------------------------------- | ------------------------------------------------ | ----------------------------- |
| 12694                                                           |      | Alcalá de Henares | Avenida de Juan Carlos I - Centro Comercial Alcalá de Henares           | Avenida de Juan Carlos I Nº24   | 227 11                                           |                               |
| 12682                                                           |      | Alcalá de Henares | Avenida de Juan Carlos I - Estación de La Garena                        | Avenida de Juan Carlos I Nº16   | 227 1A 11                                        | La Garena                     |
| 12684                                                           |      | Alcalá de Henares | Avenida de Juan Carlos I - Calle de Agustín de Betancourt               | Avenida de Juan Carlos I Nº7    | 227 1A 11                                        |                               |
| 12686                                                           |      | Alcalá de Henares | Avenida de Juan Carlos I - Plaza de Jesús Guridi                        | Avenida de Juan Carlos I Nº1    | 227 1A 11                                        |                               |
| 12688                                                           |      | Alcalá de Henares | Avenida de Europa - Calle de Federico Chueca                            | Avenida de Europa Nº4           | 227 1A 11                                        |                               |
| 12789                                                           |      | Alcalá de Henares | Avenida de Ajalvir - Calle de Amadeo Vives                              | Avenida de Ajalvir Nº10         | 227 1A 11                                        |                               |
| 06961                                                           |      | Alcalá de Henares | Avenida de Daganzo - Glorieta del Chorrillo                             | Avenida de Daganzo S/N.º        | 227 251 252 254 255 FS2 7 9 11                   |                               |
| 10066                                                           |      | Alcalá de Henares | Calle Luis Astrana Marín - Parque O'Donnell                             | Calle Luis Astrana Marín Nº10   | 251 252 254 255 FS2 11                           |                               |
| 12250                                                           |      | Alcalá de Henares | Vía Complutense - Colegio                                               | Vía Complutense S/Nº            | 2 5 10 11 223 824                                |                               |
| 09454                                                           |      | Alcalá de Henares | Vía Complutense - Plaza de Atilano Casado                               | Vía Complutense Nº32            | 2 5 10 11                                        |                               |
| 12243                                                           |      | Alcalá de Henares | Vía Complutense - Calle de Brihuega                                     | Vía Complutense Nº40            | 222 824 N202 10 11                               |                               |
| 12787                                                           |      | Alcalá de Henares | Vía Complutense - Avenida de la Caballería Española                     | Vía Complutense Nº52            | 11                                               |                               |
| 12785                                                           |      | Alcalá de Henares | Vía Complutense - Calle Tuy                                             | Vía Complutense Nº78            | 223 231 232 251 252 254 255 824 FS2 N200 N202 11 |                               |
| 12783                                                           |      | Alcalá de Henares | Vía Complutense - Calle Barrio Ledesma                                  | Vía Complutense Nº118           | 223231232251252254255824 FS2 N200N202 11         |                               |
| 13187                                                           |      | Alcalá de Henares | Vía Complutense - Formación Profesional                                 | Vía Complutense S/Nº            | 1B 11                                            |                               |
| 09685                                                           |      | Alcalá de Henares | Vía Complutense - Varsovia                                              | Vía Complutense Nº144           | 1B 11                                            |                               |
| 17271                                                           |      | Alcalá de Henares | Vía Complutense - A-2                                                   | Vía Complutense S/Nº            | 1A 1B 11                                         |                               |
| Parada de aquellas expediciones que pasan por la calle Uceda    |      |                   |                                                                         |                                 |                                                  |                               |
| 11130                                                           |      | Alcalá de Henares | A-2 - C.C. La Dehesa                                                    | A-2 Nº34                        | VAC-022VAC-243VAC-25511                          |                               |
| 20905                                                           |      | Alcalá de Henares | Calle de Uceda - Vía de Servicio A-2                                    | Calle de Uceda S/Nº             | 11                                               |                               |
| Parada de aquellas expediciones que NO pasan por la calle Uceda |      |                   |                                                                         |                                 |                                                  |                               |
| 09657                                                           |      | Alcalá de Henares | Plaza Zorita - Centro Comercial                                         | Plaza Zorita S/Nº               | FS2 1A 1B 11                                     |                               |
| Terminal de línea                                               |      |                   |                                                                         |                                 |                                                  |                               |
| 20526                                                           |      | Alcalá de Henares | Calle de Doña Inés de Ulloa - Estación de Alcalá de Henares Universidad | Calle de Doña Inés de Ulloa Nº1 | FS2 11                                           | Alcalá de Henares Universidad |

### Sentido La Garena
| Código                                                                                       | Zona | Localidad         | Denominación                                                            | Ubicación                       | Líneas de la parada                               | Cercanías                     |
| -------------------------------------------------------------------------------------------- | ---- | ----------------- | ----------------------------------------------------------------------- | ------------------------------- | ------------------------------------------------- | ----------------------------- |
| 20526                                                                                        |      | Alcalá de Henares | Calle de Doña Inés de Ulloa - Estación de Alcalá de Henares Universidad | Calle de Doña Inés de Ulloa Nº1 | FS2 11                                            | Alcalá de Henares Universidad |
| 09686                                                                                        |      | Alcalá de Henares | Vía Complutense - Varsovia                                              | Vía Complutense S/Nº            | 1A 11                                             |                               |
| 13188                                                                                        |      | Alcalá de Henares | Vía Complutense - Formación Profesional                                 | Vía Complutense Nº131           | 1A 11                                             |                               |
| 12782                                                                                        |      | Alcalá de Henares | Vía Complutense - Calle Barrio Ledesma                                  | Vía Complutense Nº111           | 223 231 232 251 252 254 255 824 FS2 N200 N202 11  |                               |
| 12784                                                                                        |      | Alcalá de Henares | Vía Complutense - Calle Tuy                                             | Vía Complutense Nº103           | 223 231 232 251 252 254 255 824 FS2 N200 N202 11  |                               |
| 12786                                                                                        |      | Alcalá de Henares | Vía Complutense - Avenida de la Caballería Española                     | Vía Complutense Nº63            | 11                                                |                               |
| 12242                                                                                        |      | Alcalá de Henares | Vía Complutense - Calle de Brihuega                                     | Vía Complutense Nº47            | 222 824 10 11                                     |                               |
| 09463                                                                                        |      | Alcalá de Henares | Vía Complutense - Plaza de Atilano Casado                               | Vía Complutense Nº35            | 2 5 10 11                                         |                               |
| 20400                                                                                        |      | Alcalá de Henares | Vía Complutense - Calle de San Félix de Alcalá                          | Vía Complutense Nº21            | 2 5 10 11                                         |                               |
| 12655                                                                                        |      | Alcalá de Henares | Calle Luis Astrana Marín - Calle de Andrés Llorente                     | Calle Luis Astrana Marín Nº11   | 251 252 254 255 FS2 11                            |                               |
| 06960                                                                                        |      | Alcalá de Henares | Avenida de Daganzo - Glorieta del Chorrillo                             | Avenida de Daganzo Nº2A         | 06960 A 251 255 1A 7 06960 B 227 252 254 FS2 9 11 |                               |
| 12788                                                                                        |      | Alcalá de Henares | Avenida de Ajalvir - Calle de Amadeo Vives                              | Avenida de Ajalvir Nº10         | 227 1B 11                                         |                               |
| 12687                                                                                        |      | Alcalá de Henares | Avenida de Europa - Calle de Federico Chueca                            | Avenida de Europa Nº4           | 227 1B 11                                         |                               |
| 12685                                                                                        |      | Alcalá de Henares | Avenida de Juan Carlos I - Plaza de Jesús Guridi                        | Avenida de Juan Carlos I Nº1    | 227 1B 11                                         |                               |
| 12683                                                                                        |      | Alcalá de Henares | Avenida de Juan Carlos I - Calle de Alejandro Malaspina                 | Avenida de Juan Carlos I Nº10   | 227 1B 11                                         |                               |
| 12681                                                                                        |      | Alcalá de Henares | Avenida de Juan Carlos I - Estación de La Garena                        | Avenida de Juan Carlos I Nº16   | 227 1B 11                                         | La Garena                     |
| Las siguientes paradas no se realizan los sábados, domingos, festivos y servicios nocturnos. |      |                   |                                                                         |                                 |                                                   |                               |
| 20539                                                                                        |      | Alcalá de Henares | Avenida de Carlos III - Calle de Blas Cabrera                           | Calle de Blas Cabrera Nº23      | 11                                                |                               |
| 20540                                                                                        |      | Alcalá de Henares | Avenida de Carlos III - Calle de Galileo Galilei                        | Avenida de Carlos III S/Nº      | 11                                                |                               |
| Terminal de línea                                                                            |      |                   |                                                                         |                                 |                                                   |                               |
| 12694                                                                                        |      | Alcalá de Henares | Avenida de Juan Carlos I - Centro Comercial Alcalá de Henares           | Avenida de Juan Carlos I Nº24   | 227 11                                            |                               |